# Günterblassit
Das Mineral Günterblassit ist ein sehr selten vorkommendes Schichtsilikat aus der Günterblassitgruppe mit der idealisierten chemischen Zusammensetzung (K,Ca)3Fe[(Si,Al)13O25(OH,O)4]⋅7H2O. Es kristallisiert im orthorhombischen Kristallsystem und entwickelt farblose, rechteckig plattige bis tafelige Kriställchen von wenigen Millimetern Größe.
Günterblassit bildet sich spätmagmatisch in Miarolen von Alkalibasalten und tritt dort zusammen mit Nephelin, Leucit, Augit, Phlogopit, Åkermanit, Magnetit, Perowskit, Götzenit und Fluorapatit auf. Außer in seiner Typlokalität, den Basaltsteinbruch „Rother Kopf“ bei Gerolstein in der Vulkaneifel, Rheinland-Pfalz, Deutschland, ist Günterblassit bislang nur noch im Basaltsteinbruch „Graulay“ bei Hillesheim, ebenfalls in der Vulkaneifel, gefunden worden.

## Etymologie und Geschichte
Entdeckt wurde Günterblassit 2012 von einer Gruppe Russischer Mineralogen in einer Probe, die 2010 im Steinbruch „Rother Kopf“ bei Gerolstein in der Vulkaneifel gesammelt worden ist. Günterblassit war das erste Schichtsilikat mit einer 3er-Schichtstruktur und wurde nach dem deutschen Amateurmineralogen Günter Blass benannt, in Anerkennung seiner umfangreichen Arbeiten über die Minerale der Eifel. Günter Blass war an der Erstbeschreibung zahlreicher Minerale beteiligt, darunter Pattersonit, Allanpringit, Schäferit, Lukrahnit, Hechtsbergit, Ferriallanit-(La), Windhoekit und Perrierit-(La). Seither wurden noch zwei weitere Schichtsilikate mit gleicher 3er-Schichtstruktur entdeckt: Umbrianit (2011) und Hillesheimit (2012).

## Klassifikation
Günterblassit ist ein neuartiges 3er-Schichtsilikat, für das die aktuellen Systematiken nach Strunz oder Dana noch keine Gruppe enthalten.

## Chemismus
Die gemessene Zusammensetzung aus der Typlokalität ist [10](□0,4K0,35Ca0,25)[8](K0,85□0,6Ba0,3Ca0,25) [7](Fe2+0,5Ca0,2Mg0,15Na0,15)[[4](Si9,91Al3,09)O25,25(OH)3,75]⋅7,29H2O, wobei in den eckigen Klammern die Koordinationszahl der Positionen in der Kristallstruktur angegeben sind.
Die Zusammensetzung ist recht variabel. Eisen (Fe2+) kann durch Magnesium (Mg2+) ersetzt werden, Kalium (K+) teilweise durch Kalzium (Ca2+) und Barium (Ba2+) oder Leerstellen. Die bislang beobachteten Abweichungen des Si-Al-Verhältnisses vom idealen Wert 10:3 sind gering. Die OH-Gehalte schwanken zwischen 3 und 4 OH pro Formeleinheit.

## Kristallstruktur

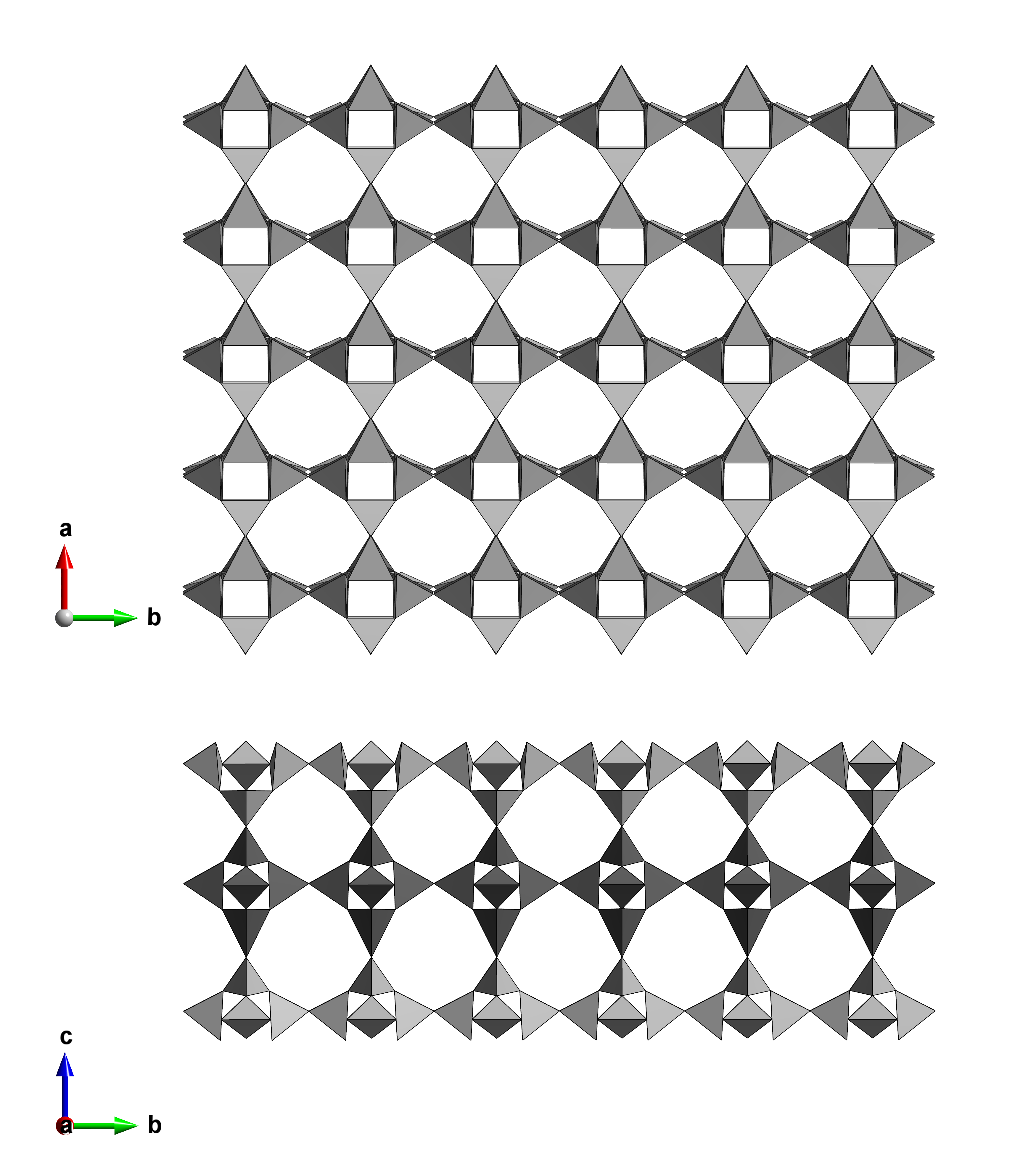
Zyklisch verzweigte dreier Dreifachschicht des Günterblassit

Günterblassit kristallisiert mit orthorhombischer Symmetrie der Raumgruppe Pnm21 (Raumgruppen-Nr. 31, Stellung 2) und den Gitterparametern a = 6,538 Å, b = 6,975 Å und c = 37,26 Å sowie zwei Formeleinheiten pro Elementarzelle.
Aluminium und Silizium sind so von 4 Sauerstoffen umgeben, dass das Kation im Zentrum eines Tetraeders liegt, dessen Ecken die Sauerstoffionen bilden. Diese Koordinationstetraeder sind über ihre Ecken zu 4er-Ringen verknüpft. Diese Ringe sind miteinander zu Schichten verbunden, wobei sich neue Ringe aus 8 Tetraedern ergeben.
Diese Schichteinheiten aus 4er- und 8er-Ringen hat Günterblassit gemeinsam z. B. mit den Mineralen der Mountainit-Familie (Einfachschichten) und Rhodenit-Familie (Doppelschichten). Strukturell eng verwandt sind die Minerale der Delhayelith-Familie mit ebenfalls Alumosilikatschichten aus 4er- und 8er-Ringen.
Beim Günterblassit sind drei dieser Schichten über Tetraederspitzen zu dreier-Schichtpaketen verknüpft, wobei die mittlere Schicht um einen weiteren Alumosilikat-Tetraeder ergänzt wird. Zwischen den drei Schichten durchziehen zeolithartige Kanäle aus 8er-Ringen die Schichtpakete entlang der a- und b-Achse.
In diesen Kanälen wird Wasser (H2O) und Kalium (K+) eingebaut. Das Kalium ist dort von 8 Sauerstoffen umgeben.
Die Schichtpakete sind untereinander durch Eisen (Fe2+, untergeordnet Mg2+, Ca2+, Na+) und Kalium verbunden. Die Fe-Position wird von 7 Sauerstoffen umgeben und die Kaliumposition von 10 Sauerstoffen.

## Bildung und Fundorte
Günterblassit bildet sich spätmagmatisch in Miarolen von Alkalibasalten. Es wird angenommen, dass Günterblassit bei der Reaktion eines strukturell verwandten Gerüstsilikates wie z. B. Leucit mit wässrigen Lösungen entsteht.
In seiner Typlokalität, dem Basaltsteinbruch „Rother Kopf“ bei Gerolstein in der Vulkaneifel, Rheinland-Pfalz, Deutschland, tritt Günterblassit zusammen mit Nephelin, Leucit, Augit, Phlogopit, Åkermanit, Magnetit, Perowskit, Götzenit und Fluorapatit auf. Der bislang einzige weitere dokumentierte Fundort ist der Graulay-Basaltsteinbruch bei Hillesheim, ebenfalls in der Eifel. Dies ist auch die Typlokalität von Hillesheimit, einem weiteren, 2012 entdeckten 3er-Schichtsilikat der Günterblassitgruppe.